# Derek Ringer
Derek Ringer, né le 11 octobre 1956, est un copilote britannique de rallye.

## Biographie
Il côtoie Colin McRae de 1987 à 2003 sur le circuit mondial WRC, remportant l'ensemble de ses victoires à ses côtés.
Il devient ainsi champion du monde des copilotes de rallyes en 1995.
Il a également navigué en championnat mondial avec Katsuhiko Taguchi (double champion d'Asie-Pacifique des rallyes) (Nouvelle-Zélande et Chypre, en 2000 et 2001) et avec Travis Pastrana (quadruple Champion d'Amérique du Nord des rallyes) (Argentine et Grèce, en 2008), sporadiquement.
Il a aussi côtoyé Martin Rowe (champion des pilotes de Grande-Bretagne de Formule Rally en 2001 et champion du monde des rallyes des voitures de production en 2003 (P-WRC)) en championnat de Grande-Bretagne des rallyes, épisodiquement en 1998 et 1999 (double vainqueurs du Rallye de l'île de Man), et en WRC pour neuf courses durant ces mêmes deux années.

## Palmarès

### Titre
| Saison | Titre                                      | Voiture             |
| ------ | ------------------------------------------ | ------------------- |
| 1991   | Champion d'Angleterre des rallyes          | Subaru Legacy RS    |
| 1992   | Champion d'Angleterre des rallyes          | Subaru Legacy RS    |
| 1995   | Champion du monde des copilotes de rallyes | Subaru Impreza 555  |
| 1998   | Champion d'Angleterre des rallyes          | Renault Maxi Mégane |

### Victoires en rallye

#### Victoires en championnat britannique des rallyes
- 1998 et 1999: Manx International Rally (avec Martin Rowe).

#### Victoires en championnat d'Europe des rallyes (ERC)
- 1991 et 1992: Manx International Rally (avec Colin MacRae) (3e en 1990).

#### Victoires en championnat du monde des rallyes
| # | Saison | Rallye                         | Pays             | Voiture            |
| - | ------ | ------------------------------ | ---------------- | ------------------ |
| 1 | 1993   | 23e Rallye de Nouvelle-Zélande | Nouvelle-Zélande | Subaru Legacy RS   |
| 2 | 1994   | 24e Rallye de Nouvelle-Zélande | Nouvelle-Zélande | Subaru Impreza 555 |
| 3 | 1994   | 50e Rallye de Grande-Bretagne  | Royaume-Uni      | Subaru Impreza 555 |
| 4 | 1995   | 25e Rallye de Nouvelle-Zélande | Nouvelle-Zélande | Subaru Impreza 555 |
| 5 | 1995   | 51e Rallye de Grande-Bretagne  | Royaume-Uni      | Subaru Impreza 555 |
| 6 | 1996   | 43e Rallye de l'Acropole       | Grèce            | Subaru Impreza 555 |
| 7 | 1996   | 38e Rallye Sanremo             | Italie           | Subaru Impreza 555 |
| 8 | 1996   | 32e Rallye de Catalogne        | Espagne          | Subaru Impreza 555 |

## Autres victoires
- 1991: Rallye "Circuit International d'Irlande";
- 1995: Rallye d'Indonésie (alors en attente d'admission en WRC).